# 仲町 (室蘭市)
仲町（なかまち）は北海道室蘭市の町。住居表示未実施。郵便番号は050-0087。かつて同名の字が存在した。

## 地理
室蘭市の中央部に位置し、北に港北町，高平町，中島本町，中島町、東に東町、南に輪西町，大沢町，御崎町と接し、西は室蘭港に面する。

### 河川
- 二級河川 知利別川

### 海洋
- 室蘭港

## 地域の特徴
室蘭市の都市計画マスタープランでは蘭東地域に属する。
東から南縁をJR北海道 室蘭本線の室蘭支線が通り、南東縁を国道36号（室蘭新道）が並走する。南東端には輪西駅がある。北東から北縁をJR北海道 室蘭本線が通り、一部区間を国道37号が並走する。北東縁からは知利別川が南西流し、室蘭港に注ぐ。大部分は埋め立て地であり、日本製鉄北日本製鉄所室蘭地区およびその関連企業等が敷地を占める工業用地。無住地である。

## 歴史
室蘭港の埋め立ての歴史は古いが、仲町地区に関しては主に1929年（昭和4年）東京湾埋立株式会社によるものと1938年（昭和13年）日本製鐵（後の富士鉄，新日鉄，日本製鉄）竣工によるものが大半を占める。

### 地名の由来
輪西町と本輪西町の中間にあることによる。

### 沿革
- 1929年（昭和4年）10月16日 - 字名改正により輪西村（大字）の一部が仲町（字）となり、輪西村（大字）を廃止[9]。
- 1964年（昭和39年）5月1日 - 仲町新設[9][4]。

### 町名の変遷
| 実施内容 | 実施年月日                | 実施後     | 実施前                                                             |
| -------- | ------------------------- | ---------- | ------------------------------------------------------------------ |
| 字名改正 | 1929年（昭和4年）10月16日 | 仲町（字） | 輪西村（大字）の小字、 チリベツ，ワニシ                            |
| 町名新設 | 1964年（昭和39年）5月1日  | 仲町       | 仲町（字）の全部、東町（字），輪西町（字），本輪西町（字）の各一部 |

## 世帯数と人口
2023年（令和5年）12月31日現在（室蘭市発表）の世帯数と人口は以下の通りである。
| 町   | 世帯数 | 人口 |
| ---- | ------ | ---- |
| 仲町 | -世帯  | -人  |

### 人口の変遷
国勢調査による人口の推移。
| 1995年（平成7年）  | -人 | [ 10 ] |  |
| 2000年（平成12年） | -人 | [ 11 ] |  |
| 2005年（平成17年） | -人 | [ 12 ] |  |
| 2010年（平成22年） | -人 | [ 13 ] |  |
| 2015年（平成27年） | -人 | [ 14 ] |  |
| 2020年（令和2年）  | -人 | [ 15 ] |  |

### 世帯数の変遷
国勢調査による世帯数の推移。
| 1995年（平成7年）  | -世帯 | [ 10 ] |  |
| 2000年（平成12年） | -世帯 | [ 11 ] |  |
| 2005年（平成17年） | -世帯 | [ 12 ] |  |
| 2010年（平成22年） | -世帯 | [ 13 ] |  |
| 2015年（平成27年） | -世帯 | [ 14 ] |  |
| 2020年（令和2年）  | -世帯 | [ 15 ] |  |

## 交通

### 鉄道
- JR北海道 輪西駅

### バス
全域が工業用地であり、町域内を通過するバス路線は存在しない。南側に隣接する輪西町との境界をなす室蘭市道母恋・東町大通線（旧国道36号）には、道南バスの蘭東地区と蘭西地区を結ぶ路線が数多く運行されている。「日本製鉄前」停留所には、市内線の他、郊外路線や高速バスも停車する。

### 道路
- 国道36号（室蘭新道） ※国道235号との重用区間
  - 仲町出入口が所在
- 室蘭市道母恋・東町大通線（都市計画道路3・3・249日の出母恋通、旧国道36号）[16][17]
- 国道37号

## 施設

### その他
- 日本製鉄北日本製鉄所室蘭地区
- 日鉄セメント本社・室蘭工場